# Armand Renaud
Pour les articles homonymes, voir Renaud (homonymie).
Armand Renaud, né le 29 juillet 1836 à Versailles et mort le 14 octobre 1895 à Paris (17e arrondissement), est un poète français.

## Biographie
Fonctionnaire de l'Hôtel de Ville de Paris où il fut collègue de Léon Valade, puis de la Préfecture de la Seine, il fut ensuite inspecteur en chef du service des Beaux-arts et des Travaux historiques de la Ville de Paris. Dans ce cadre, il réorganise le musée des collections de la capitale.
Armand Renaud est un ami de Stéphane Mallarmé et d'Édouard Manet, lequel illustrera « Fleur exotique », poème publié dans Sonnets et eaux-fortes (1869).
Ses poèmes sont rattachés au courant des Parnassiens, puis influencés par les poésies persane et japonaise. Ils furent mis en musique par Camille Saint-Saëns (Mélodies persanes, 1892), Reynaldo Hahn et Claude Debussy (Flots, palmes, sables, 1882).
Il est nommé chevalier de la Légion d'honneur en 1888.
Il est enterré au cimetière des Gonards à Versailles.
Jules Dalou fit de lui son portrait en buste (Petit Palais).

## Œuvres
- Les Poèmes de l'amour, Paris, Librairie nouvelle (1860)
- La Griffe rose (1862)
- Caprices de boudoir (1864)
- Les Pensées tristes (1865)
- Nuits persanes (1870)
- Au bruit du canon (1871)
- L'Héroïsme: récits légendaires et historiques, Paris, Librairie Hachette et Cie, coll. « La Bibliothèque des merveilles » (1873)
- Idylles Japonaises (1880)
- Recueil intime (1881)
- Drames du peuple (1885)